# IGNM-Sektion Österreich

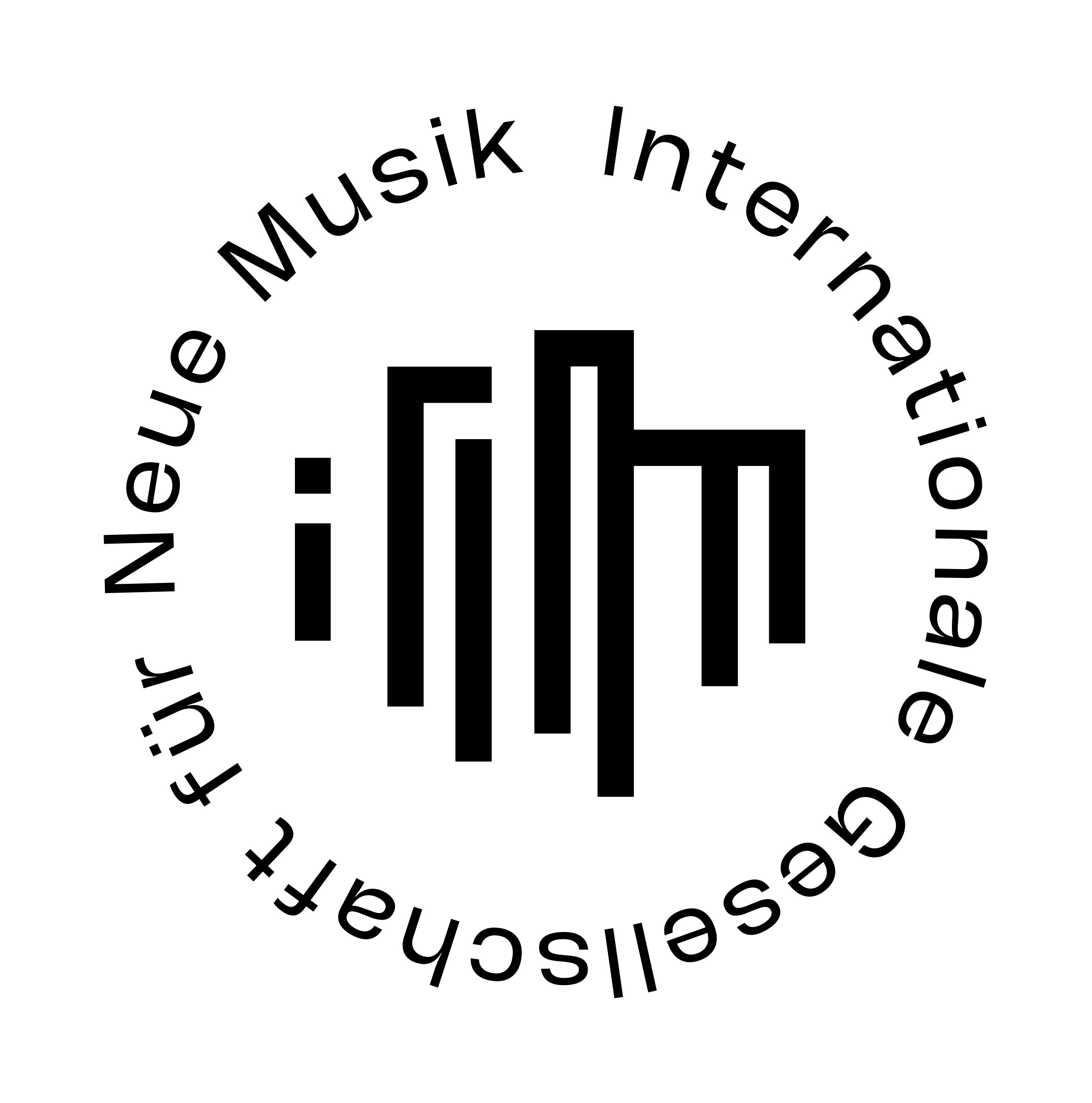
Logo IGNM-Sektion Österreich

Die IGNM-Sektion Österreich ist die österreichische Sektion der Internationalen Gesellschaft für Neue Musik.

## Geschichte
Die Sektion Österreich wurde 1922, genauso wie der Dachverband, in Salzburg gegründet. Ab 1926 war sie als Verein organisiert. Österreich war in der Vorkriegszeit dreimal Gastgeber der IGNM-Weltmusiktage, nämlich 1923 bzw. 1924 in Salzburg und 1932 in Wien. Aufgrund nationalsozialistischen Terrors wurde der Verein 1938 zwangsaufgelöst. Zahlreiche Partituren und Manuskripte jüdischer Komponisten wurden allerdings von den Mitgliedern Josef Polnauer, Erwin Ratz, Alfred Schlee und Friedrich Wildgans in der Universal Edition versteckt und bis nach dem Krieg gerettet. Erste Programme gab es 1945 im Wiener Konzerthaus. Viele Uraufführungen werden vom Österreichischen Rundfunk mitgeschnitten.
Der Einfluss der österreichischen Sektion auf die ISCM blieb auch nach dem Wirken von Anton Webern ungebrochen. 1946 bewirkten österreichische Diplomaten die Aufnahme des Dachverbandes in die UNESCO. 1960 wurde von Sektions-Mitgliedern der Österreichische Musikrat gegründet. Ein Jahr später wurde das Internationale Musikzentrum ins Leben gerufen. Der österreichische Rechtsanwalt Franz Eckert wirkte an den Statuten des Dachverbandes maßgeblich mit.
Weitere nach dem Krieg in Österreich ausgetragene Weltmusiktage fanden 1952 in Salzburg, 1961 in Wien, 1972 und 1982 in Graz sowie 2013 in Kosice/Bratislava/Wien statt. Außerdem setzte sich die österreichische Sektion nachhaltig für die Austragung des Festivals in Slowenien 2003 und Kroatien 2005 ein. 1988 veranstaltete es das Symposium Ideen, Ideologien und Wirklichkeiten mit Gertraud Cerha, György Ligeti und Katarina Noever. 1991 folgte eines zum 40. Todestag von Arnold Schönberg und 1996 mit dem Thema Offene Regionen – Weltmusik zu Gast in Wien.
Mitglieder der Österreichischen Sektion gründeten Ensembles wie Ensemble die reihe, Klangforum Wien und Arnold Schoenberg Chor sowie internationale Festivals wie Steirischer Herbst, Aspekte Salzburg und Wien Modern.
Derzeitiger Sitz der Organisation ist Wien (Haus der Komponisten, Olzeltgasse). Tätigkeitsfeld erstreckt sich auf die Republik Österreich (mit Einbeziehung der Vertretungen in den Bundesländern). Hauptziel ist die Verbreitung zeitgenössischer Musik.

## Landessektionen
- Kärnten
- Oberösterreich
- Salzburg
- Tirol
- Steiermark

## Ziele
- Förderung zeitgenössischer Musik
- Förderung der Verbreitung von Werken überwiegend in Österreich wirkender Komponisten
- Förderung der Bildung auf dem Gebiet der Musikkultur
- Förderung des nationalen und internationalen Kulturaustausches
- Förderung von wissenschaftlichen Arbeiten
- Förderung von Publikationen

## Präsidenten
- 1926–1933 Julius Bittner
- 1933–1938 1945 Anton Webern
- 1946–1949 Hans Erich Apostel
- 1949–1961 Friedrich Wildgans
- 1961–1968 Josef Polnauer
- 1968–1975 Friedrich Cerha
- 1975–1983 Peter Keuschnig
- 1983–1988 Dieter Kaufmann
- 1988–1991 Wilhelm Zobl
- 1992–2000 Lothar Knessl
- 2000–2004 Wolfgang Liebhart
- 2004–2008 Maria Skodak
- 2008–2018 Bruno Strobl
- 2018 Matthias Kranebitter
- seit 2019 Sonja Leipold